# Ханьчова

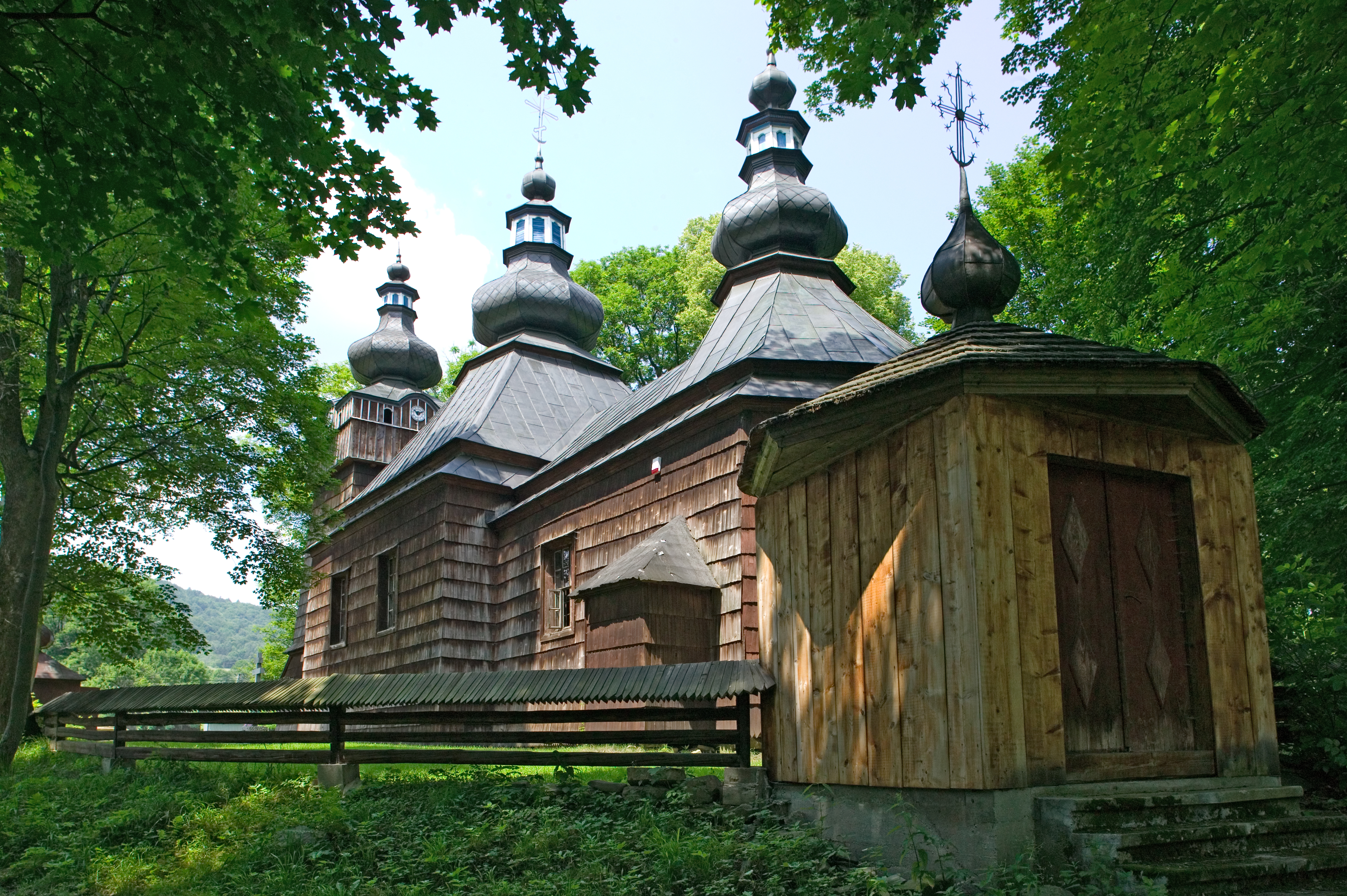
Церковь Покрова Пресвятой Богородицы, Ханьчова, Малопольское воеводство, Польша

Ханьчова (пол. Hańczowa, русин. Ганчова) — село в Польше, находящееся на территории гмины Усце-Горлицке Горлицкого повета Малопольского воеводства.

## География
Село находится в 7 км от административного центра Усце-Горлицке, 30 км от города Горлице и 141 км от Кракова. Возле села протекает река Ропа.

## История
Село было основано в XV веке польским шляхетским родом Гладыш.
До акции «Висла» (1947 г.) в селе проживали лемки. В настоящее время большинство населения составляют поляки.
В 1975 – 1998 года село входило в Новосонченское воеводство.

## Достопримечательности
- Православная церковь Покрова Пресвятой Богородицы – памятник культуры Малопольского воеводства. Входит в туристический маршрут «Путь деревянной архитектуры».

## Источник
- Hańczowa, Słownik geograficzny Królestwa Polskiego i innych krajów słowiańskich